# SuperBot
SuperBot är en typ av robot som kan förändra storlek och form beroende på behov. SuperBot består av ett flertal autonoma delar som kan länkas samman och bilda en större sammanhängande enhet.